# Iglesia de la Vera Cruz (Fernán Núñez)
La iglesia de la Vera Cruz es un templo de culto católico del municipio español de Fernán Núñez, en la provincia de Córdoba. Se encuentra ubicada la calle Ángel Espejo, en pleno casco histórico.

## Descripción
En el lugar donde hoy se ubica la iglesia de la Vera Cruz existía una ermita desde el siglo XVI, la cual fue refundada por la condesa viuda de Fernán Núñez, Ana Francisca de los Ríos, ya en el siglo XVIII. Vera Cruz significa literalmente «verdadera cruz». Este nombre se debe a que la iglesia se encontraba situada junto a una cruz de término (humilladero) que, según se creía, contenía una astilla de la verdadera cruz de cristo. También en su advocación se incluye a la Virgen de los Dolores, talla muy venerada por los vecinos desde fechas inmemorables. La iglesia estaba ubicada fuera de la población, pero el crecimiento demográfico de los siglos XVIII y XIX acabaron dejándola integrada en el casco urbano.
Tras ser destruida en un incendio durante la guerra civil, fue reconstruida por primera vez en la posguerra, derrumbándose en 1957. Fue nuevamente reconstruida en 1960 por suscripción popular, siguiendo un estilo neobarroco, situándose al frente de las obras el arquitecto Carlos Sáenz de Santamaría. Actualmente, presenta una planta de cruz latina y una torre campanario adyacente de dos cuerpos de ladrillo visto en el exterior. Es usada como parroquia auxiliar. Sus salones anexos son usados para impartir catecismo y como punto de reunión para algunas de las asociaciones de la localidad. Cuenta con unos salones parroquiales donde se ubica una estatua de piedra de San Rafael.